# Bane (Stargate SG-1)
Bane (Mutación en Latinoamérica, Pesadilla en España) es el décimo  episodio de la segunda temporada de la serie de televisión de ciencia ficción Stargate SG-1. Corresponde al trigésimo segundo episodio de toda la serie.

## Trama
El SG-1 llega a un mundo deshabitado, pero que conserva los edificios intactos, misteriosamente. En ese momento, un extraño insecto se posa en la espalda de Teal'c y lo pica. Después de volver a la Tierra, escapando de más de estos bichos, descubren que el ADN de Teal'c está siendo reescrito por el veneno del insecto. Carter entonces llama a un científico amigo suyo, el Dr. Harlow, para que los ayude. Sin embargo, pronto, el Coronel Maybourne llega al SGC con el permiso de llevarse a Teal'c para estudiar el veneno. A pesar de la oposición de todos en la base, se lo llevan. En pleno traslado en camioneta, Teal'c escapa, dejando su simbionte, el cual aunque no curaba la infección, al parecer la retardaba, y huye a Colorado Springs. Allí, se esconde en un recinto abandonado, donde comienza a experimentar transformaciones físicas.
Mientras tanto el SG-1, vuelve al planeta a capturar un insecto. Allá descubren cuerpos humanos en capullos, de donde salen cientos de estos bichos. Si esto mismo ocurre con Teal'c, toda la población del planeta quedara expuesta.
Entre tanto, en el complejo abandonado, una niña llamada Ally se topa con Teal’c mientras jugaba en el lugar. Ella le ofrece llamar por ayuda, pero Teal'c rechaza, ya que teme que el NID vaya tras él.
El equipo vuelve a la base, nuevamente perseguidos por insectos, pero logran capturar uno. Gracias a esto logran desarrollar un antídoto contra el veneno del insecto, que debería surtir efecto con la ayuda de los poderes curativos del simbionte, no obstante, este está muriendo. Gracias a una “idea” del Coronel O'Neill, logran mantener al simbionte con vida por más tiempo. Aun así, todavía no logran hallar a Teal'c.
Luego, el NID revisa el complejo abandonado donde está escondido Teal’c, pero gracias a Ally no logran hallarlo. Finalmente, con su condición empeorando, Teal'c le pide a Ally que busque ayude y ella llama a un amigo de su padre, quién la contacta con el Coronel O'Neill. Enseguida el SG-1 y él ejército llegan al lugar y traen de vuelta a Teal'c a la base. Allí le reimplantan el simbionte, el cual junto con el antídoto terminan por curar a Teal'c del veneno. Luego de recuperarse Teal'c, junto con Daniel, vuelve a donde Allys para agradecerle su ayuda, regalándole una nueva pistola de agua y jugando con ella.

## Artistas invitados
- Tom McBeath como el Coronel Harry Maybourne.
- Teryl Rothery como la Dra. Janet Fraiser.
- Colleen Rennison como Ally.